# José, o Hinógrafo
São José, o Hinógrafo (em grego: Ο Άγιος Ιωσήφ ο Υμνογράφος, em latim: Sanctus Iosephus Hymnographus), também chamado de São José Poitís (em grego: Ποιητής, Poiitís, lit. "poeta") e Santo Doutor José, foi um monge do século IX e é um dos grandes poetas litúrgicos e hinógrafos da Igreja Ortodoxa. Ele também é conhecido por manter firme sua confissão de fé ortodoxa durante o iconoclasma. Ele é chamado de "o rouxinol de voz adocicada da Igreja".

## Biografia
José nasceu por volta de 810 na Sicília de pais devotos cristãos, chamados Plotino e Ágata. Após a morte deles, fugiu da Sicília por conta de uma invasão sarracena e mudou-se para a Tessalônica, onde, com quinze anos de idade, foi tonsurado monge no Mosteiro de Latmos e distinguiu-se por sua humildade e ascetismo. O bispo de Tessalônica o ordenou um hieromonge (padre-monge). Durante uma visita à região, o famoso Gregório da Decápolis ficou tão impressionado com José que o convidou para se juntar a ele no importante Mosteiro de Estúdio, em Constantinopla.
Com a ressurgência do iconoclasma em 841 sob Leão V, o Armênio, José foi enviado a Roma para avisar o papa Leão III e pedir a ajuda da Igreja de Roma na batalha pela ortodoxia. No caminho, José foi capturado por piratas sarracenos e levado como escravo para Creta, onde os iconoclastas o mantiveram preso por seis anos. Na manhã de Natal de 820, sexto ano de seu aprisionamento, o imperador Leão foi assassinado numa igreja enquanto assistia às Matinas. No mesmo momento, segundo a tradição cristã, São Nicolau teria aparecido para José na prisão e pedido para que ele cantasse em honra a Deus. Nicolau então teria lhe dito: "Levanta-te e siga-me!". José foi então imediatamente transportado para os portões de Constantinopla. De acordo com alguns relatos, porém, após ter escapado de Creta ele teria reiniciado a viagem para Roma, onde ele foi gentilmente recebido e só depois teria retornado para a capital imperial.
Lá ele fundou um mosteiro dedicado ao seu mentor, Gregório da Decápolis, ligado à Igreja de São João Crisóstomo, onde ele continuou suas práticas ascetas e atraiu muitos seguidores. Quando Gregório morreu, por volta de 820, José transferiu suas relíquias, juntamente com as de outro de seus discípulos, chamado João, e as colocou na Igreja de São Nicolau Taumaturgo. Ele também continuou a se opor ao iconoclasma e o imperador Teófilo o exilou para o Quersoneso por onze anos. Porém, a imperatriz Teodora, que era uma iconófila, o chamou de volta em 842. Ele foi novamente exilado após denunciar o césar Bardas, irmão da imperatriz, por coabitar ilicitamente. José só retornaria novamente em 867, após a morte de Bardas.
Pela graça do patriarca Inácio de Constantinopla, ele foi apontado como escevofílax (Skeuophylax; guardião dos vasos sagrados, ou seja, o responsável oficial pelo edifício que abrigava o tesouro da Igreja) na Igreja de Santa Sofia, em Constantinopla. José também era tido em alta estima pelo patriarca Fócio, o Grande, o rival e sucessor de Inácio, e o acompanhou no exílio. Ele estava entre os que inspiraram os primeiros movimentos missionários na Rússia.
Ele supostamente possuía o "dom do discernimento", pois Fócio o designou como o pai espiritual e o confessor dos padres, recomendando-o como um "Um homem de Deus, um anjo encarnado e o pai dos pais". Ele morreu pacificamente, já idoso, na véspera da Quinta-Feira Santa de 883 ou 886.
A Vita prima de José foi escrita em 890 por João, o Diácono de Santa Sofia.

## Obras
José compôs inúmeros cânones e hinos para muitos santos e a ele são atribuídas aproximadamente mil obras. Os cânones melódicos do Menaion são principalmente dele.
É geralmente bastante difícil distinguir a sua obra da de José de Tessalônica (também chamado de José Estudita - por conta do Mosteiro de Estúdio). As datas para ambos são muito próximas. José Estudita era o bispo de Tessalônica e irmão de Teodoro Estudita. Ambos são citados como grandes poetas.
Seus hinos ainda são cantados, não apenas nas Igrejas Ortodoxas, mas nas ocidentais também. Uma quantidade deles foi também adaptada na forma hinos populares protestantes.